# Вотчинка (Калужская область)
Вотчинка — деревня в Медынском районе Калужской области России. Входит в сельское поселение «Деревня Гусево».

## Название
В 1782 году называлась сельцом Копыловым (Вотчина тож), в 1859 году — Копылово (Вотчинка, Водчинка).

## География
Находится в пределах Смоленско-Московской возвышенности Русской равнины, на правом берегу реки Шаня.
Ближайшие населённые пункты: Жеребятниково (3,1 км пешком)

## История
В 1782 году Вотчника называлась сельцом Копыловым (Вотчина тож) и вместе с пустошами принадлежала Ульяне и Никифору Васильевичам Александровым.
В сельце 24 двора и 161 житель.
В 1859 году Копылово (Вотчинка, Водчинка) — владельческое сельцо, 20 дворов, 252 жителя.
В 1914 Вотчинка (Копылово) — сельцо Романовской волости Медынского уезда, в нём 246 жителей.

## Население
| 2002 | 2010 |
| ---- | ---- |
| 5    | ↗6   |

### Историческая численность населения
В 1859 году 161 человек, в  1914 году 246.

## Инфраструктура
Личное подсобное хозяйство с зоной сельскохозяйственного использования, индивидуальная застройка усадебного типа.

## Транспорт
Просёлочные дороги.